# 尊尼·基路士
米高·約翰·基路士（Michael John Giles，1940年11月6日—）生於愛爾蘭都柏林，是一名前足球運動員，司職中場，退役後曾擔任領隊，現時是球評家。基路士曾贏取兩屆甲組聯賽冠軍、兩屆足總盃、兩屆博覽會盃、一屆聯賽盃，代表、任隊長和任教其國家隊。
基路士在效力曼聯時獲得一面英格蘭足總盃冠軍獎牌，翌年轉會列斯聯後與隊長比利·布藍拿在中場合作無間，為球隊贏得無數錦標。

## 球員
基路士在家鄉愛爾蘭的小球會青年軍出道，比賽時被球探發掘，於1957年被帶到英格蘭加盟曼聯。1958年慕尼黑空難令曼聯損失8名一隊成員，因而提升部分青年球員出戰甲組比賽，基路士在翌年首次獲機為一隊披甲上陣。當他19歲生日前已開始代表愛爾蘭國家隊，首戰對應屆世界盃亞軍瑞典，先落後兩球，基路士扳回一球，最終愛爾蘭以3-2獲勝。
基路士在接下來的四年成為曼聯常規正選，與卜比·查爾頓及丹尼斯·劳併肩作戰。曼聯於1963年擊敗莱斯特城奪得英格蘭足總盃冠軍，決賽中基路士策動反守為攻，最終由大卫·赫尔德（David Herd）射入致勝的一球。
贏得錦標後不久，基路士要求轉會，並於1963年8月1日以33,000英鎊成功加盟當時尚在乙組作賽的列斯聯。他隨即表現身價，在加盟首季協助球隊奪得聯賽冠軍及升級甲組。升級首年的列斯聯即向甲組聯賽及足總盃雙料冠軍進發，但最終在聯賽與曼聯同得61分而僅以得失球率不及屈居亞軍，足總盃決賽於加時後僅負1-2給利物浦。
列斯聯領隊唐·李維以基路士和比利·布藍拿為核心重建球隊，兩人的比賽風格雖然類近但能夠互補不足，基路士具創意而布藍拿搶截強，但互換工作仍能勝任。在絕不妥協的列斯聯陣中，基路士被認為是其中一名硬朗而污糟的球員。
1967/68年球季列斯聯贏取聯賽盃和城市博覽會盃，亦是基路士首度因傷缺陣的球季。1970年列斯聯追逐「三冠」夢，最終卻一無所獲，在煞科日失去聯賽冠軍給愛華頓；足總盃決賽在重賽才負於車路士；而歐冠盃則在準決賽被些路迪淘汰出局。翌年足總盃列斯聯意外地在第五圈被高車士打以3-2淘汰，基路士射入第二球而一度使原以0-3落後的列斯聯重燃生機。列斯聯重奪城市博覽會盃，惟再次在煞科日失落聯賽錦標給阿仙奴，使對手該季成為雙料冠軍。
1972年列斯聯在溫布萊1-0擊敗阿仙奴取得球隊首次及基路士第二次的足總盃冠軍，但在煞科日因負於狼隊而連續三年在閉幕戰後失落聯賽錦標。翌年新特蘭及AC米蘭分別在足總盃和盃賽冠軍盃決賽擊敗列斯聯，令列斯聯再次空手而回。杰克·查尔顿於1973年退役後，基路士成為陣中資歷最老的成員，同年更開始擔任國家隊的球員兼領隊。
1974年列斯聯開季29場不敗而順利奪得第二次聯賽冠軍，但因唐·李維呈辭出掌英格蘭而為基路士的前途帶來爭論。唐·李維向董事會推薦年屆34歲及已到球員黃昏期的基路士接任領隊職務，但董事會卻另行聘請白賴仁·哥洛夫（Brian Clough）接手，哥洛夫雖然是一名出色的領隊，但曾公開批評列斯聯及不欣賞唐·李維的帶隊方式，他的任命惹來極大的爭議。哥洛夫與列斯聯的球員未能取得共識，球員希望由基路士擔任領隊，最終董事會承認錯誤，在哥洛夫上任僅44天後即將他辭退並作出巨額的補償。惟基路士仍不獲選用，領隊一職落在占美·岩菲路（Jimmy Armfield）手上，基路士只有集中精神比賽以爭取列斯聯晉級首次歐冠盃決賽。雖然基路士在列斯聯晉級過程中表現出色，但他已非陣中必然正選。於1975年0-2負於拜仁慕尼黑的歐冠盃決賽上陣後，基路士在6月接納西布朗的邀請出任球員兼領隊，而他同時仍然擔任國家隊的球員兼領隊。基路士在列斯聯效力長達12年，上陣521場及射入114球，其入球部分來自十二碼。

## 球員兼領隊
在經歷開碘慢熱的情況後，西布朗在基路士領導下於1976年4月獲得從乙組升級上甲組，更於1976/77年升級首個球季取得第七位的不俗成績。1977年4月21日基路士辭任西布朗，同日其前隊友積奇·查爾頓亦辭任米杜士堡領隊，返回愛爾蘭執教沙洛克流浪直到1982年。
基路士於1983/84年球季返回山楂球場（Hawthorns）再次領導西布朗及協助球隊成功保級。翌季季初西布朗的成績良好，在聖誕節前更位列聯賽第五位，惟只能以第十二位結束球季。1985/86年球季開季成績差劣，基路士呈辭而由诺比·斯泰尔斯接任。

## 愛爾蘭領隊
基路士在1970年代大部分時間擔任愛爾蘭的球員兼領隊，將上10年的弱勢完全扭轉。基路士在1976年歐國盃外圍賽前獲委任為愛爾蘭歷來首位球員兼領隊，這次外圍賽將里亚姆·布拉迪帶到國際賽的舞台，並以6戰3勝1和2負僅1分之微被蘇聯壓倒未能出線。而1978年世界盃外圍賽雖然在三支球隊的第五組包尾，曾在主場以1-0擊敗出線的法國，頭尾兩隊相差僅兩分而已。1980年基路士在1982年世界盃外圍賽首場比賽作客3-2擊敗塞浦路斯後離職。

## 沙洛克流浪
基路士在格倫馬魯爾公園（Glenmalure Park）五年半的期間，沙洛克流浪於1978年贏得愛爾蘭足協盃冠軍，其後參賽歐洲盃賽冠軍盃，他在4次上陣中射入兩球及擔任9次國家隊隊長並射入一球。1980年3月基路士首先辭退國家隊的職務，其後在1983年2月3日離開密爾城（Milltown）。基路士橫渡大西洋到美加謀生，1981年獲聘任教北美足球聯賽（North American Soccer League，簡稱NASL）的溫哥華白浪（Vancouver Whitecaps），帶隊三年期間於1982年獲選為「NASL最佳教練」（NASL Coach of the Year）。

## 足球以外
基路士稍後返回愛爾蘭，並開展其記者事業及在RTÉ的英超電視節目及轉播國際賽中擔任球評家。基路士現時是愛爾蘭電台「新聞議論 106」（Newstalk 106）的首席足球分析專家。 
他的兩名兒子米高（Michael Giles）及基斯（Chris Giles）均曾效力沙洛克流浪，米高由1981年至1983年，而基斯則由1993年至1995年。他的父親基士堤（Christy Giles）於1920年代曾為布咸美恩斯作賽。

## 榮譽
- 英格蘭足總盃：2
  - 1963年（曼聯）；
  - 1972年（列斯聯）；
- 歐洲城市博覽會盃：2
  - 1968年、1971年（列斯聯）；
- 英格蘭聯賽盃
  - 1968年（列斯聯）；
- 英格蘭甲組聯賽冠軍：2
  - 1968/69年、1973/74年（列斯聯）；
- 英格蘭乙組聯賽冠軍
  - 1963/64年（列斯聯）；
- 愛爾蘭足協盃
  - 1978年（沙洛克流浪）；

1998年英格蘭足球聯賽慶祝成立百週年，基路士獲選為「100名聯賽傳奇球員」（100 League Legends）之一。2006年基路士榮獲於其出生地都柏林歐蒙廣場（Ormond Square）設立紀念銘牌。2003年3月被愛爾蘭足球協會選為50年來最佳球員而提名「歐洲足協金禧大獎」（UEFA Jubilee Awards）的「金禧球星」（Golden Players）。

## 外部連結
- UEFA.com - The Golden Player of the Republic of Ireland （页面存档备份，存于）
- John Giles interview at ireland-mad.co.uk
- guardian.co.uk：John Giles （页面存档备份，存于）